# Soulèvement de Pierre Deljan

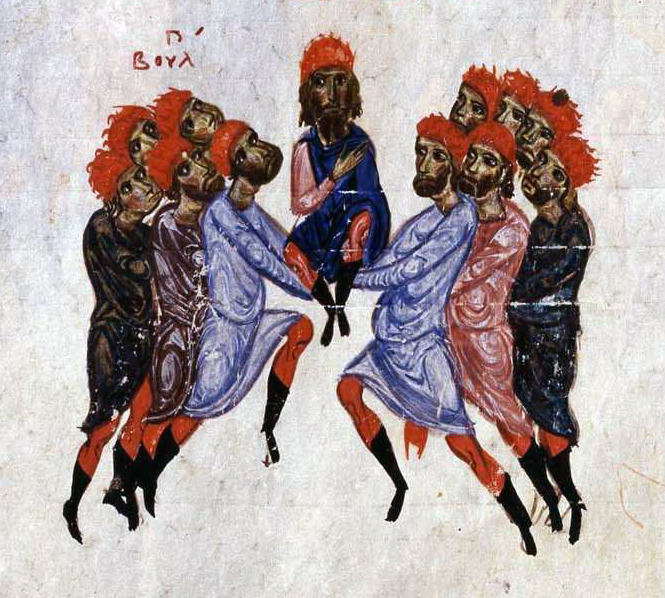
Pierre Deljan est proclamé empereur à Belgrade (Chronique de Skylitzès de Madrid, XIIe siècle).

Le soulèvement de Pierre Deljan (en bulgare : Въстанието на Петър Делян -  litt : le vainqueur; en grec : Επανάσταση του Πέτρου Δολιάνος plutôt que Δελεάνος [chez Psellos]) en 1040-1041 constitua une révolte des Bulgares contre le régime de taxation mis en place par le premier ministre byzantin Jean l’Orphanotrope, frère de l’empereur Michel IV et l’appauvrissement croissant des paysans. Ce fut la plus importante et la mieux organisée d’une série d’insurrections qui conduira au rétablissement de l’ancien Empire bulgare sous Ivan Asen Ier et son frère Pierre IV en 1187.

## Contexte historique

Divisions administratives de l’Empire byzantin vers 1045.

Autant Basile II s’était montré implacable dans la guerre qui lui permit de conquérir la Bulgarie en 1018, autant il fit preuve de magnanimité dans l’administration du pays conquis. La population put continuer à payer ses impôts en nature comme elle le faisait auparavant. Et bien que le patriarcat ait été ramené au rang d’archevêché, l’Église bulgare demeura une institution nationale, relevant non du patriarche de Constantinople mais de l'empereur qui se réservait le droit de nommer l’archevêque d’Ohrid.  Les successeurs de Basile II ne furent cependant pas si généreux. Sous Michel IV le Paphlagonien (r. 1034 – 1041), le  premier ministre et frère de l’empereur, Jean l'Orphanotrophe, multiplia les maladresses. Pour payer l’armée et faire face à la menace que faisaient planer les Petchenègues sur le nord-est des Balkans, il exigea que les impôts soient dorénavant payés en argent et non plus en nature comme précédemment ; par ailleurs, le nouveau système de propriété foncière, la pronoia, favorisait l’accaparement des terres par des propriétaires, souvent absents, qui faisaient lever les taxes par des agents prenant une part des profits. Le tout conduisit à l’appauvrissement des paysans et à un mécontentement général non seulement des Bulgares, mais aussi des populations grecques de la région,. De plus, le chef de l’Église bulgare qui, sous Basile II était demeuré un Bulgare même s’il n’était plus patriarche, fut remplacé par un Grec, le chartophylax de Sainte-Sophie, Léon.

## Débuts de l’insurrection

La Bulgarie sous Pierre Deljan.

La révolte grondait : elle n’attendait plus qu’un chef. Celui-ci vint en la personne de Pierre Deljan. Ses origines sont obscures. Lui-même affirmait être le fils de l’empereur Gabriel Radomir (r. 1014 – 1015) et petit-fils de Samuel de Bulgarie (997 – 1014). Mais il se peut aussi qu’il n’ait été qu’un leader local de Belgrade assumant de telles origines pour justifier ses aspirations à la couronne. 
Sous sa direction, la rébellion partie de la région de Pomoravlje (bassin de la Morava), s’étendit jusqu’à Belgrade, où Pierre Deljan fut proclamé empereur (tsar) de Bulgarie, prenant le nom de Petar II en mémoire de Pierre Ier(r. 927 – 969), premier souverain bulgare qui avait forcé l’Empire byzantin non seulement à lui reconnaitre le titre de « tsar » mais aussi à accepter l’autonomie de l’Église bulgare. Elle se dirigea ensuite vers le sud, prenant Niš et Skopje. 
En même temps, une autre rébellion se déclarait à Dyrrachium, dans l’ouest du pays. Envoyé contre Pierre Deljan, le doux de Dyrrachium, Basile Synadus fut révoqué par l’empereur sous prétexte de trahison. Les troupes de Synadus se révoltèrent contre cette décision et choisirent pour chef un noble bulgare du nom de Tihomir, lequel se proclama également empereur. L’existence de deux rébellions concurrentes constituait une menace pour leur succès. Deljan écrivit alors à Tihomir une lettre l’invitant à mener une action conjointe.  Lors d’une rencontre des deux groupes (probablement à Skopje) Deljan s’adressa à la foule, affirmant que de même qu’il était impossible que deux perroquets habitent un même buisson sans discorde, il était impossible à deux empereurs de partager le même pays. Les deux perroquets étaient une allusion à la maison des Comitopouloï, dernière maison régnante du premier Empire bulgare, qui arborait deux perroquets sur son blason. À l’issue de ce discours, Tihomir fut lapidé par la foule et Peter Deljan demeura le seul chef de la rébellion. Il put alors prendre Dyrrachium, envoyer des troupes à Thèbes et marcher sur Thessalonique, où se trouvait l’empereur Michel IV qui dut s’enfuir pendant que son chambellan, Ivats, passait du côté des rebelles avec le trésor de guerre impérial. Après cette victoire, les troupes bulgares sous la conduite du voïvode Kavkan pénétrèrent profondément à l’intérieur de la Thessalie et atteignirent Corinthe. L’Albanie, l’Épire et la majeure partie de la Macédoine furent ainsi conquises. À l’annonce de ces succès, la population byzantine d’Athènes et du Pirée, également accablée par les taxes de Jean l’Orphanotrope, se joignit à la révolte : elle fut durement réprimée par les mercenaires normands de l’armée impériale,. L’avance des rebelles causa un grand émoi à Constantinople, où on se hâta de faire des plans pour mater la révolte.

## La trahison d’Alousianos

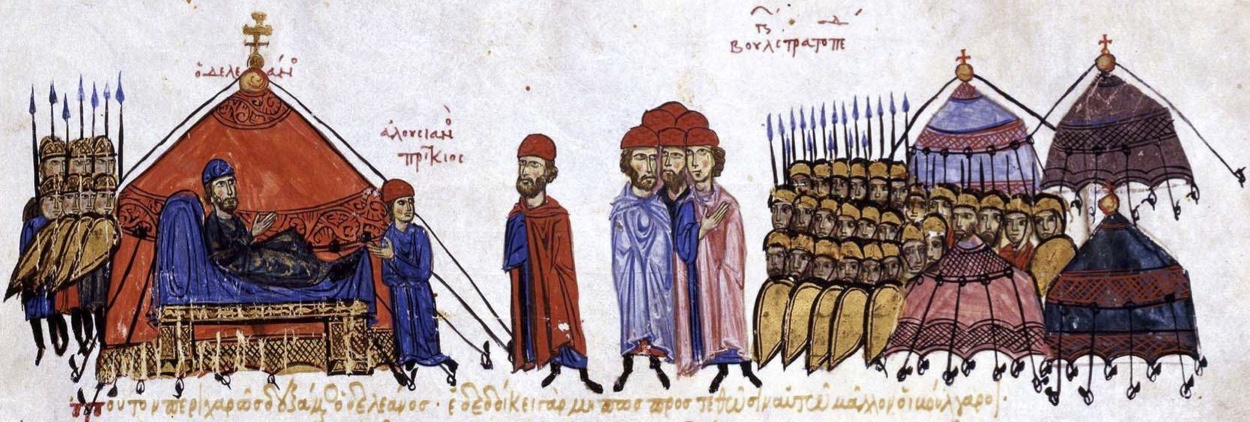
Alousianos se présente au camp de Pierre Deljan (Chronique de Skylitzès de Madrid).

La nouvelle de la révolte bulgare atteignit rapidement l’Arménie où s’étaient réfugiés les descendants des derniers empereurs bulgares. Le plus respecté d’entre eux, Alousianos, était le deuxième fils du dernier empereur Ivan Vladislav (r. 1015–1018). Avec son frère ainé, Pressiyan II, il avait tenté de s’opposer à l’annexion de la Bulgarie par Basile II, mais avait finalement dû capituler. Nommé gouverneur (strategos) du thème de Theodosioupolis, il s’était considérablement enrichi grâce à un mariage avec une noble arménienne, mais avait perdu la confiance de Michel IV et de Jean l’Orphanotrope dans les années 1030, à la suite de quoi une partie de ses biens avait été confisquée. 
Ayant appris le succès de son cousin Pierre Deljan, Alousianos réussit à rejoindre d’abord Constantinople déguisé en mercenaire, puis la Bulgarie en septembre 1040. Pierre Deljan l’accueillit d’abord avec chaleur à son camp d’Ostrovo, près de Thessalonique et accepta de partager la direction des opérations avec lui. Mais durant le siège de Thessalonique, la discorde s’installa entre les deux leaders. Peu après, Alousianos avec une armée de 40 000 hommes attaqua Thessalonique, mais il fut vaincu. La défaite devait se solder par la perte de 15 000 soldats, Alousianos lui-même laissant ses armes et son armure sur le champ de bataille ; il fut alors abandonné par les nobles bulgares, . 
Cette perte affectait grandement les forces rebelles et Deljan commença à se méfier d’Alousianos, le soupçonnant d’être un agent double des Byzantins et d’avoir intentionnellement perdu le combat. Une nuit de 1041, après un diner où Deljan s’était enivré, Alousianos trancha le nez de son rival et l’aveugla avec un couteau de cuisine. Étant du sang du tsar Samuel, Alousianos fut rapidement proclamé empereur à la place de Deljan par les troupes. Dans un premier temps, il prépara un certain nombre d’opérations contre les Byzantins, mais fut à nouveau défait et dut fuir en toute hâte. La rébellion commençant à s’effondrer, la famille d’Alousianos négocia une amnistie pour lui avec l’empereur byzantin. Ainsi, à l’été 1041, alors que troupes rebelles et byzantines s’apprêtaient à s’affronter dans une bataille décisive, Alousianos abandonna ses troupes pour se rendre aux Byzantins. Selon l’historien Kékaumenos, les actions d’Alousianos témoignent d’une incompétence telle qu’elles devaient être délibérées, impliquant que celui-ci était de connivence avec les Byzantins.
Il fut accueilli avec honneur à la cour de Constantinople, où il reçut le titre de « magistros », titre qui avait été accordé précédemment aux empereurs bulgares déposés, Boris II en 971 et Pressiyan II en 1018. Peu après, sa fille épousa un noble byzantin du nom de Romain Diogène, qui devait plus tard accéder au trône sous le nom de Romain IV.

## Fin de la révolte

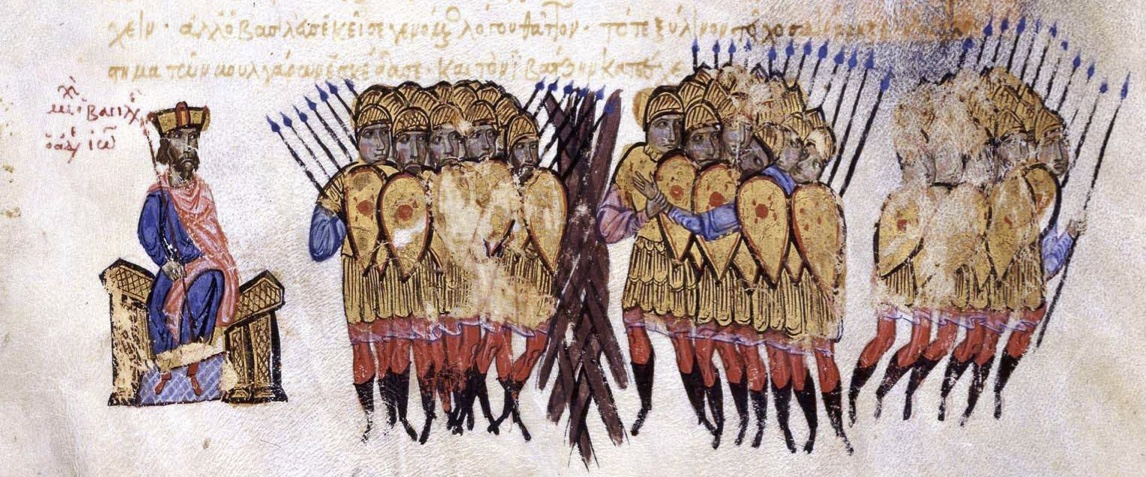
Michel IV et ses troupes devant une barricade bulgare (Chronique de Skylitzès de Madrid).

Michel IV put alors préparer une opération d’envergure pour mettre un terme définitif à la révolte. Parmi les mercenaires de l’armée byzantine figurait le prince norvégien Harald Hardrada, qui devait devenir roi de Norvège quelques années plus tard, et 500 Varègues. De Thessalonique, les Byzantins pénétrèrent en Bulgarie et défirent les troupes bulgares à Ostrovo à la fin de l’été 1041. Il semble que les Varègues, bien qu’en nombre restreint, aient joué un rôle prépondérant lors de cette bataille, leur leader étant appelé dans les épopées norvégiennes Bolgora brennír « le destructeur de la Bulgarie » ; il devait par la suite recevoir le titre de spatarokandidatos. Quant à Pierre Deljan, bien qu’aveugle, il commandait les troupes bulgares ; il fut capturé et, avec d’autres chefs bulgares, fit partie du cortège triomphal de l’empereur lors de son retour à Constantinople. 
C’en était fait de la résistance. Peu après, les voïvodes Botko près de Sofia et Manuil Ivats à Prilep durent également se rendre. Pour sa part, Michel IV rentra épuisé de cette expédition ; il devait mourir le 10 décembre 1041, le jour même où il s’était retiré au monastère des Saints-Anargyres. Quant à Alousianos, on perd alors sa trace, mais son fils Basile devint gouverneur d’Édesse et un autre fils, Samuel, commandant des troupes de l’Armeniakon.

### Sources primaires
- Michaelis Attaliates.  Historia. Opus a Wladimiro Bruneto de Presle, Instituti Gallici socio, inventum, descriptum, correctum recognovit Immanuel Bekker. Bonn, 1853 (Corpus Scriptorum Historiae Byzantinae). [en ligne]  https://fr.scribd.com/document/136737362/Michael-Attaliota-Historia.
- Kékauménos. Conseils et récits d'un gentilhomme byzantin, traduit du grec et présenté par Paolo Odorico, Toulouse, Anacharsis, 2015.   (ISBN 979-1-092-01117-3).
- Psellos. Chronographia. Paris, Les Belles Lettres, 1967.
- Skylitzès, Jean. Empereurs de Constantinople « Synopsis Historiôn » traduit par Bernard Flusin et annoté pat Jean-Claude Cheynet éditions P.Lethilleux Paris 2003  (ISBN 2283604591).

### Sources secondaires
- (fr) Aslanian, Dimitrina. Histoire de la Bulgarie de l'Antiquité à nos jours, Versailles, Trimontium, 2004, 2e éd., 510 p.  (ISBN 2-9519946-1-3).
- (en) Blöndal, Sigfus, Benedikt S. Benedikz. The Varangians of Byzantium. Cambridge, Cambridge University Press, 1978.  (ISBN 978-0-521-03552-1).
- (en) Burg, David F. A World History of Tax Rebellions: An Encyclopedia of Tax Rebels, Revolts, and Riots from Antiquity to the Present. Taylor & Francis, 2004.  (ISBN 978-0-203-50089-7).
- (en) Cameron, Averil. The Byzantines, Blackwell Publishing, 2006,  (ISBN 978-1-405-19833-2).
- (fr) Castellan, Georges  et Marie Vrinat-Nikolov, Histoire de la Bulgarie. Au Pays des Roses, Armeline, 2008  (ISBN 978-2-910-87832-0).
- (en) Crampton, R.J. A Concise History of Bulgaria. Cambridge, Cambridge University Press, 2005 [1997].  (ISBN 978-0-521-61637-9).
- (en) Fine, John V.A., The Early Medieval Balkans, Ann Arbor, 1983. (ISBN 978-0-472-08149-3).
- (en) Harris, Jonathan). The Lost World of Byzantium. Yale University Press, 2015.  (ISBN 978-0300178579).
- (de) Hopf, Karl. Geschichte Griechenlands vom Beginn des Mittelalters bis auf unsere Zeit. B: Griechenland im Mittelalter und in der Neuzeit Abschnitt I-III. New York, B. Franklin, 1960, (édition originale : Leipzig 1867-1868; numérisé Université du Michigan 2006).
- (en) Madgearu, Alexandru  & Martin Gordon, The wars of the Balkan Peninsula: their medieval origins. Publisher Scarecrow Press, 2008,  (ISBN 0-8108-5846-0).
- (fr) Ostrogorsky, Georges. Histoire de l’État byzantin. Paris, Payot, 1983.  (ISBN 2-228-07061-0).
- (en) Stephanson, Paul. Byzantium's Balkan Frontier: A Political Study of the Northern Balkans, 900-1204. Cambridge University Press, 2000.  (ISBN 978-0-521-77017-0).
- (en) Treadgold, Warren. A History of the Byzantine State and Society. Stanford, CA: Stanford University Press, 1997.  (ISBN 978-0-8047-2630-6).